# Brunópolis
Brunópolis är en kommun i Brasilien.   Den ligger i delstaten Santa Catarina, i den södra delen av landet, 1 300 km söder om huvudstaden Brasília. Antalet invånare är 2 852.
I omgivningarna runt Brunópolis växer huvudsakligen savannskog. Runt Brunópolis är det ganska tätbefolkat, med 67 invånare per kvadratkilometer.